# Maria Rehm
Maria Rehm (geborene Hölzl; * 12. Juni 1915 in Wien; †  27. Dezember 2002 in Hall in Tirol) war eine österreichische Porträtmalerin und Buchillustratorin.

## Leben
Maria Rehm  absolvierte die Höhere Graphische Bundes-Lehr- und Versuchsanstalt. Sie studierte an der Kunstgewerbeschule die Fächer Malerei, Bildhauerei und Glasmalerei. Als 19-Jährige gewann sie den Wettbewerb für die Gestaltung der 6 Glasfenster für die von Architekt Clemens Holzmeister umgebaute Währinger Pfarrkirche.
Von 1935 bis 1937 wurde sie in die Meisterklasse von Herbert Boeckl in die Akademie für angewandte Kunst aufgenommen.
1936 erhielt sie ein Stipendium für ein Auslands-Studienjahr, das sie in der Meisterklasse von Andrea Carena an der Kunstakademie in Florenz absolvierte. 1939 heiratete sie den Maler Helmut Rehm.
Nach der Zerstörung des Wiener Ateliers durch den Krieg übersiedelte sie 1944 mit beiden Töchtern nach Hall in Tirol.
Seit 1969 lebte sie in Innsbruck. Dort arbeitete sie vor allem als Porträtmalerin – bekannt sind vorrangig ihre Kreide- bzw. Rötelzeichnungen – und Buchillustratorin.
Zusammen mit ihrem Mann gestaltete sie Gebäude mit Fresken und Sgraffiti.
Mit ihm unternahm sie Studienreisen nach Amerika, Ägypten, Belgien, England, Frankreich, Italien, Niederlande und Spanien. 2002 starb sie im Alter von 87 Jahren.

## Werke

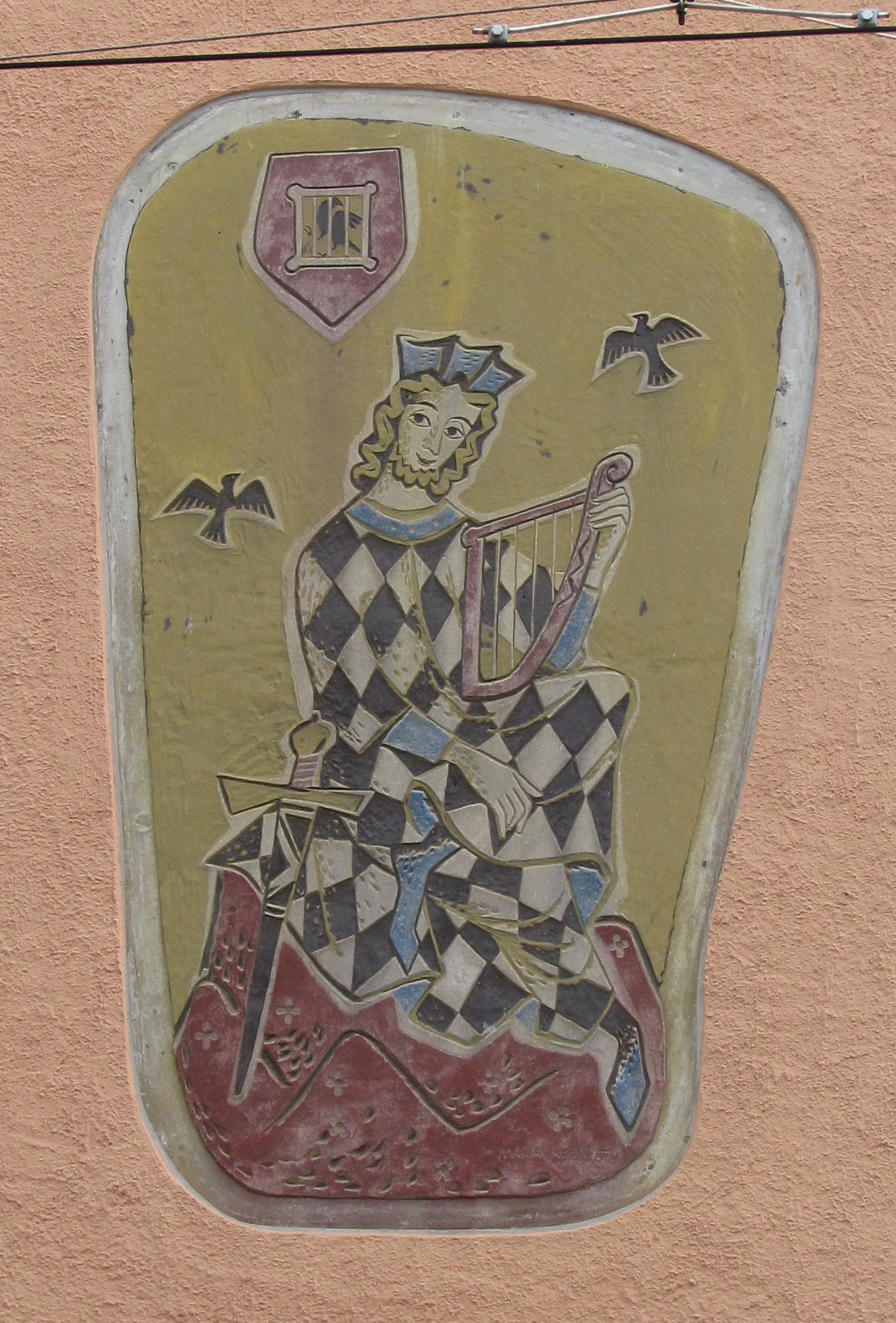
Sgraffito Walther von der Vogelweide am ehemaligen Österreichischen Hof, Innsbruck-Wilten

### Malerei und Gestaltung
- Porträts (vor allem von Kindern, aber auch von Oskar Werner, Otto Grünmandl, Ernst Waldbrunn) Öl, Pastell, Kreide und Aquarell
- Miniaturen
- Glasfenster (Währinger Pfarrkirche, Krankenhaus Hall in Tirol)
- Wandmalereien (in Innsbruck, St. Johann in Tirol, Kufstein, Fügen, Seefeld, Längenfeld)
- Sgraffiti (in Innsbruck, Wörgl, Absam)

### Buchillustrationen
- Österreichs Trachtenbüchlein
- Das große Buch der Alpensagen (ausgezeichnet vom Unterrichtsministerium)
- Die schönsten Alpensagen
- Brauchtum und Feste in Österreich
- Das große Buch der Tiergeschichten
- Die schönsten Sagen Österreichs
- Sagen aus den Dolomiten
- Münchhausens Abenteuer
- Herr Dietrich reitet
- Kinder in aller Welt
- Die beiden Falken und andere Märchen
- Ein Weihnachtstraum
- Das Märchen von den Sandmännlein
- Patsch d'Handerln z'samm!
- Ringel Reihe
- Kätzchen im Zoo
- Brauchtum und Feste in Österreich

### Diverses
- Plakate (Tirolwerbung, Olympische Spiele Innsbruck, Bälle, Theater)
- Weihnachts-, Oster- und Glückwunschkarten
- Designentwürfe für Textilien
- Illustrationen für Jugendzeitschriften ('Berglandkinder') und Lesebücher ('Junge Saat')